# 深圳通
深圳通（シンセン-つう）は、中華人民共和国広東省深圳市で使用されている非接触型ICカード。元々は乗合バスのプリペイドカードとして発行されたが、2004年12月28日の深圳地下鉄の開通後は、地下鉄にも乗れる新型カードが発行された。2005年末には、深圳通有限公司が唯一の発行主となり、一部のタクシーへの乗車、商店、コンビニなどでの買い物にも用いられるICカードに変わった。
将来は、駐車料金、水道電気ガスなど公共料金、家賃、公共施設使用料の支払いも可能になる。また、香港の八達通（オクトパス）や広州市などの嶺南通との相互使用も検討されている。特にオクトパスとの相互利用に関しては、ここ数年間継続して協議が行われている。当初は人民元と香港ドルの決済がネックであった。しかし、CEPAが締結された2003年以降、両通貨の決済方法が整備され、この問題はほぼ解決されている。また、技術的な障害もほとんどないとの報道もされている。さらに、深圳市は香港と深圳市の一体化を推進する立場から積極的である。ところが、香港政府は必ずしもそうでなく、協議は未だ初段階に過ぎないと表明している。
なお深圳通は販売スタンドや一部の深圳通専用自販機で購入できるが、販売されている駅は限られ、窓口ではチャージはできるがカードの販売は行われていない。深圳通を所持していない場合、地鉄においては乗車の都度トークンを購入することになるが、券売機が1元コインと5元札しか受け付けない。販売スタンドでは100元(100元札のみ)で販売のカードのみ現金での購入が可能となっており、それ以外のカードはAlipayなどキャッシュレスのみの購入となる。また、一部の駅では稀に対面販売を実施ている駅も見られ、そこでは現金での購入が可能となっている。現在は同省広州市などで多く出回っている嶺南通としては特に互換はされておらず、深圳市のみの独自のICカードになっていたが(2019年11月時点)、在庫の状況によって旧式の深圳通から新式の嶺南通も兼ねたカードに切り替わっていく見通し。嶺南通・深圳通としての場合は深圳市を始め、広州市など省内全都市で互換されている。

## 券種
- 租用版カード
- 銷售版カード
- 特殊優惠カード
- 銀行連名カード
- 紀念カード
- 企業個性カード
- ミニカード
- 携帯電話深圳通（中国移動と中国聯通）

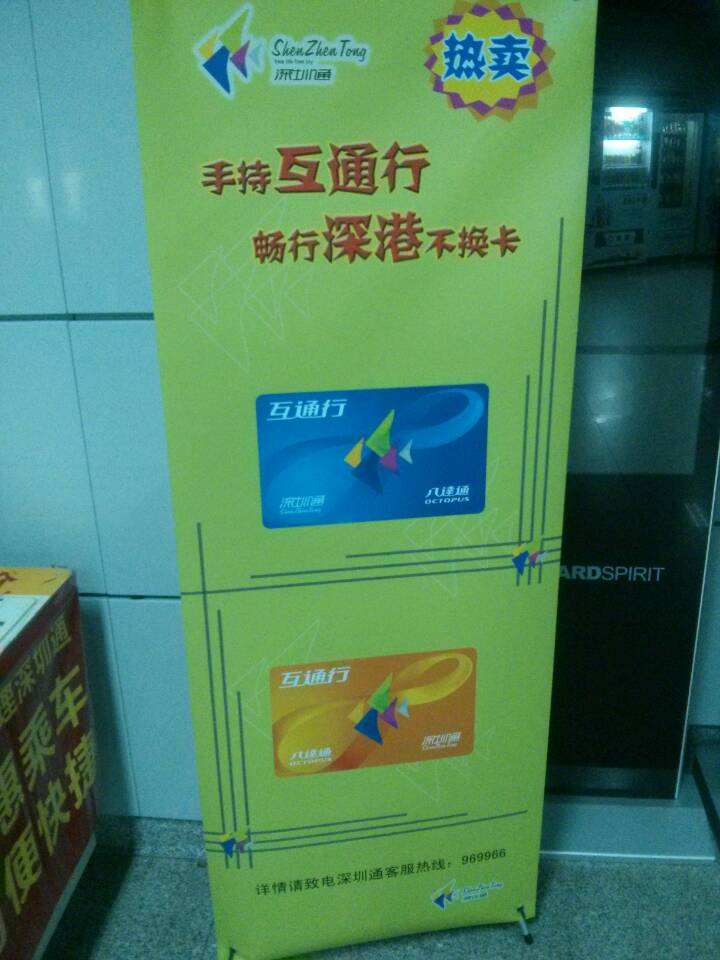
深圳通会社は深圳地下鉄深大駅に「互通行」を推広している。図の上方は深圳だけに発行された深藍色の普通版「互通行」で、下方は香港だけに発行された橘黄色の普通版「互通行」である。

- 「互通行」カード（深圳通・八達通二合一連名カードで、人民元と香港ドル双口座）

通常のカードにおいてはデポジット50元、チャージ50元となっているが、ハローキティや北京ダックなどキャラクター形状の深圳通はカードのデザインによって値段も異なり、100元の購入額のうちのいくらかがチャージがされていたり、中にはチャージ額のないカードもあるため、購入後にすぐチャージが必要となる。なおチャージ機における現金チャージは100元単位となるが、窓口では50元単位でのチャージが可能。またWeChat Payなどの電子マネーにおいてはチャージ機でも50元単位でのチャージが可能となっている。

## 用途

### 交通
- 市内地下鉄
- 市内公共バス
- 市内部分タクシー
- 市内部分駐車場

### スーパー
- ジャスコ
- 華潤万家
- 新一佳

### コンビニ
- セブン-イレブン

### レストラン
- バーガーキング
- マクドナルド
- KFCコーポレーション

## ギャラリー

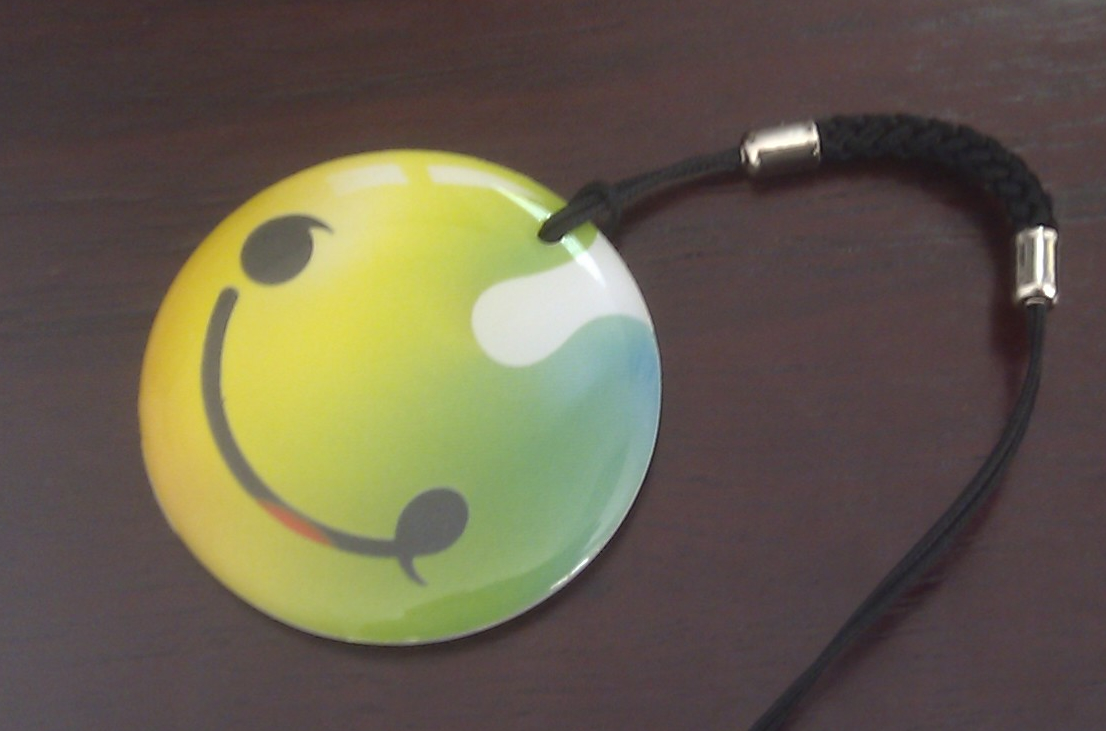
ユニバーシアードユーユーミニカード